# Aída Bossa
Aída Cristina Bossa Bustamante (Cartagena de Indias, Bolívar, Colombia, 19 de agosto de 1974) es una actriz de teatro y televisión y cantante colombiana, reconocida principalmente por su papel como Patty en la serie de televisión El man es Germán y por su protagónico como Emilia Herrera "La Niña Emilia" en la telenovela Déjala morir.

## Filmografía

### Televisión
| Año         | Título                     | Personaje                       | Cadena         |
| ----------- | -------------------------- | ------------------------------- | -------------- |
| 2001-2003   | Francisco el Matemático    | Luna Alarcón                    | RCN Televisión |
| 2007        | Madre Luna                 |                                 | Telemundo      |
| 2009 - 2010 | Las detectivas y el Víctor | Mónica                          | RCN Televisión |
| 2010-2012   | El man es Germán           | Laura Patricia Neira "Patty"    | RCN Televisión |
| 2014        | La playita                 | Margarita Socarrás              | RCN Televisión |
| 2015-2016   | Celia                      | Noris Alfonso                   | RCN Televisión |
| 2017        | Déjala morir               | Emilia Herrera "La niña Emilia" | Telecaribe     |
| 2019        | El man es Germán 4         | Laura Patricia Neira "Patty"    | RCN Televisión |
| 2022-2023   | Leandro Díaz               | Erótida Duarte                  | Canal RCN      |

## Reality
| Año  | Título                        | Rol          | Canal     |
| ---- | ----------------------------- | ------------ | --------- |
| 2022 | MasterChef Celebrity Colombia | Participante | Canal RCN |

## Premios y nominaciones

### Premios India Catalina
| Año  | Categoría                                      | Trabajo                  | Resultado |
| ---- | ---------------------------------------------- | ------------------------ | --------- |
| 2020 | Mejor actriz de reparto de telenovela o serie  | El man es Germán         | Ganadora  |
| 2018 | Mejor actriz protagónica de telenovela o serie | Déjala morir             | Ganadora  |
| 2018 | Mejor talento favorito del público             | Déjala morir             | Nominada  |
| 2016 | Mejor actriz antagónica de telenovela o serie  | Celia                    | Nominada  |
| 2002 | Mejor revelación artística del año             | Francisco, el matemático | Nominada  |

### Premios TVyNovelas
| Año  | Categoría                         | Trabajo                  | Resultado |
| ---- | --------------------------------- | ------------------------ | --------- |
| 2017 | Mejor actriz protagónica de serie | Déjala morir             | Nominada  |
| 2015 | Mejor actriz de reparto de serie  | La playita               | Nominada  |
| 2012 | Mejor actriz de reparto de serie  | El man es Germán         | Ganadora  |
| 2003 | Mejor actriz revelación del año   | Francisco, el matemático | Ganadora  |